# Children's Mercy Park
Le Children's Mercy Park (anciennement Livestrong Sporting Park et Sporting Park) est le nom du stade de soccer situé à Kansas City dans l'État du Kansas. Le club résident est la franchise MLS du Sporting Kansas City.

## Histoire
Le stade a été inauguré le 9 juin 2011 lors du match opposant les franchises de Major League Soccer du Sporting Kansas City et de Chicago Fire. Le stade a une capacité de 18 467 spectateurs, qui peut être étendue à 25 000 selon les évènements. Le 8 mars 2011, un accord de naming intervient avec l'association de lutte contre le cancer Livestrong, fondée par l'ancien coureur cycliste américain Lance Armstrong. Le stade accueille deux rencontres de la Gold Cup 2011 de football le 14 juin 2011.

## Premier match
Le premier match officiel dans le stade a eu lieu le 9 juin 2011 et opposait deux équipes de la Major League Soccer, soit le Sporting Kansas City et le Chicago Fire. Pour l'occasion, 19 925 spectateurs assistaient à la rencontre. Le score final fut nul 0 à 0.